# Un verano en Nueva York
Summer and the City es una novela de la escritora Candace Bushnell, publicada en 2011. Es la secuela de The Carrie Diaries.

## Sinopsis
Summer and the City nos cuenta sorprendentes revelaciones sobre como Carrie deja su pueblo natal y se muda a Nueva York, donde aprende a desenvolverse a su manera en la Gran Manzana. Carrie está enamorada de todo, de los atípicos personajes de su vecindario, de las boutiques de ropa vintage, de las fiestas salvajes y del hombre que la vuelve loca. Lo mejor de todo es que por fin está asistiendo a clases de escritura en The New School, dando sus primeros pasos para convertir en realidad su sueño. Pero pronto se dará cuenta del difícil equilibrio entre su pasado y su futuro y de lo complicado que puede llegar a ser sobrevivir a la gran ciudad.
Con su particular humor e ingenio, Candace Bushnell revela la historia irresistible de cómo Carrie conoció a  Samantha y a Miranda, y de como una chica de pueblo logró convertirse en uno de los iconos más inolvidables de Nueva York, Carrie Bradshaw.

## Personajes
- Carrie Bradshaw
- Samantha Jones
- Miranda Hobbes
- Charlotte York